# Coq Rouge
Coq Rouge ist ein schwedischer Roman (Originaltitel: Berättelsen om en svensk spion – Deutsch: Die Geschichte eines schwedischen Spions) von Jan Guillou, der 1986 veröffentlicht wurde. Die Rechte für die deutsche Übersetzung von Hans-Joachim Maass von 1988 liegen beim Piper Verlag, der den Roman gegenwärtig (Oktober 2021) nur als E-Book vertreibt.

## Inhalt
Der neunundzwanzigjährige Carl Gustav Hamilton fristet seit zwei Jahren als Abteilungsleiter bei der Sicherheitspolizei (schwedisch Säkerhetspolisen – Säpo) sein Dasein. Der Sohn aus gutem Hause, Leutnant zur See der Reserve, mit Grafentitel, guter Erziehung und ansehnlichem Vermögen hatte seinen Militärdienst bei den Kampftauchern absolviert und war von dort weg von dem Chef des militärischen Nachrichtendienstes angeworben worden, der intern immer nur DA genannt wird, was von Hamilton als „Der Alte“ interpretiert wird.
Ausschlaggebend war damals auch seine Nähe zu kommunistischen Kreisen. Für den „Alten“ war es immer wichtig, dass die Sicherheitskräfte nicht politisch zu homogen besetzt sind. Neben seinem fünfjährigen Studium der Staatswissenschaften und elektronischer Datenverarbeitung bei der University of Southern California in San Diego erhielt er so eine Spezialausbildung von US Navy und FBI  zum field operator, d. h. Agenten im Außeneinsatz. Nach einem Regierungswechsel sah man jedoch keinen Bedarf mehr an solchen „Operateuren“ und er wurde bei der Säpo „geparkt“.
Als mit Axel Folkesson der Leiter der Terrorismusbekämpfung der Säpo ermordet wird, wird Hamilton von seinem Chef Näslund dem Ermittlungsteam zugeteilt. Seine erfahrenen Kollegen merken schnell, dass er kein Ermittler ist aber über schnelle Auffassungsgabe und außergewöhnliche Schießkünste verfügt.
Die russische Tatwaffe, deren Weg sich bis zur syrischen Armee zurückverfolgen lässt, lenkt den Verdacht schnell auf die linke Unterstützerszene der Palästinenser und die PLO. Zudem führt eine Notiz Folkessons Hamilton zu der attraktiven Sicherheitsbeamtin Shulamit Hanegbi an der israelischen Botschaft. Die gibt zu, Folkesson vor einem Anschlag gewarnt zu haben, will aber keine weiteren Angaben machen. Näslund veranlasst medienwirksame Razzien und zahlreiche Festnahmen von Palästinensern und deren schwedischen Unterstützern. Zunächst rückt er den Journalisten Ponti, der dem linken Spektrum zugeordnet wird, ins Zentrum der Ermittlungen. Hamilton und seine Kollegen sind hiervon weniger überzeugt.
Hamilton spricht Ponti schließlich direkt an. Der kann die Verdachtsmomente gegen sich entkräften und hilft Hamilton über einen schwedischen Arzt in einem Flüchtlingslager in Beirut Kontakt zur PLO aufzunehmen. Hamilton, der als Student einer Unterstützergruppe der Palästinenser angehörte, war zu der Zeit schon einmal in Beirut gewesen. Es gelingt ihm tatsächlich die PLO-Mitglieder Michel und Mouna zu treffen. Er argumentiert, dass die PLO, wenn sie mit dem Anschlag in Stockholm nicht in Verbindung stehe, ein Interesse habe, an der Aufklärung mitzuwirken. Nach gründlicher Überprüfung wird er sogar zum Leiter des palästinensischen Sicherheitsdienstes Abu al-Houl gebracht. Der streitet jegliche Beteiligung der PLO oder einer anderen palästinensischen Organisation ab. Außerdem habe man inzwischen herausgefunden, dass die Tatwaffe die Ordonanzwaffe eines syrischen Offiziers war, der bei den Kämpfen auf den Golanhöhen von der israelischen Armee gefangen genommen worden war. Al-Houl vermutet hinter dem Anschlag die wiederbelebte Aktion Gottes Rache der Israelis, mit der die arabische Welt durch angeblich von der PLO und ihren Unterstützern verübte Anschläge in Misskredit gebracht werden soll. Den schwedischen Ermittlern waren bereits die Parallelen zum Anschlag in Lillehammer aufgefallen, bei dem israelische Agenten vergleichbar vorgegangen waren.
Hamilton kann seinen Chef Näslund jedoch nicht beeindrucken. Der war auf einem Treffen westlicher Sicherheitsdienste, wo er von einem israelischen Kollegen vor einem libyschen Anschlag gewarnt wurde. Gemeinsam spottete man über Hamilton und gab ihm den Spitznamen „Coq Rouge“ in Anlehnung an das Etikett einer Weinflasche und aufgrund seines „gockelhaft“ empfundenen, respektlosen Verhaltens seinen Vorgesetzten gegenüber.
Außerdem wurde in der Wohnung eines schwedischen Verdächtigen plötzlich die verwendete Munition gefunden. Hamiltons Kollegen finden jedoch schnell heraus, dass diese nachträglich dort platziert wurde. Der erhält derweil eine scheinbare Urlaubspostkarte von Hanegbi. Sie schreibt, als sei sie seine Freundin, und gibt ihm zu verstehen, dass sie ihn in Israel treffen will.
Nach kurzer Beratung mit dem „Alten“ fliegt Hamilton entgegen Näslunds Verbot nach Jerusalem. Aufwendig versucht er mögliche Verfolger abzuschütteln und trifft Hanegbi im Bus nach Eilat, wo sie sich als Liebespaar im Urlaub tarnen. Sie berichtet von ihrem Onkel Aharon Zamir, der einen hohen Posten im Mossad innehat, und anders als sie politisch weit rechts steht. Er hatte ihr berichtet, dass Gottes Rache tatsächlich wieder existiere. Vier Soldaten, angeführt von Operationschef Elazar, sollen in Schweden einen scheinbar arabischen Anschlag verüben. Hanegbi, die mit den Ansichten ihres Onkels nicht übereinstimmt und enorme politische Risiken in einem Anschlag in Schweden sieht, hatte Folkesson darüber unterrichtet. Sie vermutet, dass Folkesson sich mit Elazar getroffen hat, um ihn zur Aufgabe des Vorhabens zu bewegen. Dabei beging er vermutlich den Fehler, Elazar zu sagen, dass bislang nur er davon wisse, worauf er von Elazar erschossen wurde. Nach einer Liebesnacht, die der Tarnung dienen soll, Hamilton aber trotzdem sehr gefällt, trennen sie sich.
Mit Hanegbis Informationen finden Hamilton und seine Kollegen einen Verbindungsmann der Israelis in Stockholm, der ihnen das Anschlagsziel verrät: die Stockholmer PLO-Vertretung. Hamilton trifft dort jedoch zu spät ein. Vier israelische Kommando-Soldaten haben bereits fast alle Anwesenden hingerichtet. Hamilton erschießt drei, der vierte überlebt schwer verletzt. Elazar gehört zu den Toten.
Näslund – verärgert, weil der Prozess gegen die vermeintlichen Terrorunterstützer wegen des Fehlens jeglicher Beweise zwischenzeitlich geplatzt war – hält zunächst an seiner Version des libyschen Anschlags fest, die die schwedischen Medien gerne aufgreifen. Hamilton wendet sich an DA, der den schwedischen Ministerpräsidenten anruft und den Sachverhalt klarstellt. Es folgt eine politische und juristische Aufarbeitung. Auch in Israel hat die Affäre Konsequenzen, Gottes Rache wird eingestellt, Zamir entlassen. Dass Elazar Hanegbis Bruder war, bleibt den Schweden verborgen.
In Sicherheitskreisen verbreitet sich schnell die Kunde von einem schwedischen Marineoffizier, der im Alleingang ein ganzes Sonderkommando ausgeschaltet hat. Man kennt jedoch nur seinen Decknamen: „Coq Rouge“.

## Hintergrund
Coq Rouge bildet den Auftakt zu einer Romanreihe um den Agenten Carl Hamilton, die Guillou bis 2008 verfasste. Der Journalist Ponti wirkt wie ein Spiegelbild Guillous und auch seinem Helden hat er ähnlich seiner eigenen Biographie einen linkspolitischen Hintergrund verpasst. Die bisweilen schematische Bewertung linker Gruppierungen durch die politisch meist konservativen Sicherheitskräfte findet im Buch deutliche Kritik.
Aber auch das Verhalten einiger schwedischer Zeitungen, die namentlich genannt werden, wie auch die Rechtslage in Schweden, wonach ein Ausländer bereits aufgrund eines Verdachts von den Behörden als Terrorist abgeschoben werden kann, finden im Buch einen kritischen Widerhall.
Zudem erlaubt der Handlungsort im neutralen Schweden einen anderen Blickwinkel auf das Weltgeschehen im Kalten Krieg als die Werke anglo-amerikanischer Autoren wie Fleming, Forsyth oder Clancy.

## Adaptionen
Per Berglund verfilmte den Roman 1989 mit Stellan Skarsgård in der Hauptrolle.
Zuletzt griff die TV-Reihe Hamilton mit Jakob Oftebro von 2021 den Stoff auf, verlegt die Handlung jedoch in die Gegenwart und hat außer der Grundidee mit dem Buch wenig gemein.